# آرثر ريتشاردز
آرثر ريتشاردز (بالفرنسية: Arthur Richards) (و. 1890 – 1972 م) هو سياسي، من فرنسا، ولد في بوانت-آه-بيتر، توفي في بوردو، عن عمر يناهز 82 عاماً.

## مناصب
تولى منصب عضو الجمعية الوطنية الفرنسية (6 ديسمبر 1962–2 أبريل 1967)، وعضو الجمعية الوطنية الفرنسية (9 ديسمبر 1958–9 أكتوبر 1962)، وعضو مجلس الشيوخ من المجتمع.

## جوائز
حصل على جوائز منها:
- وسام جوقة الشرف من رتبة فارس
- صليب الحرب 1914-1918 (فرنسا).